# Tallaght
Tallaght (irl. Tamhlacht, w dosłownym tłumaczeniu pola cmentarne) – dzielnica Dublina w Irlandii w hrabstwie Dublin Południowy. Kod pocztowy dla Tallaght to D24.
Jest to największe skupisko ludności w Dublinie. Nowe inwestycje w tym rejonie miasta to m.in. wybudowanie centrów handlowych, linii tramwajowej "LUAS", a w planach jest także połączenie tej dzielnicy z Dublin Airport za pomocą linii naziemnej kolejki Metro w Dublinie.